# Saguinus leucopus
Il tamarino dai piedi bianchi (Saguinus leucopus Günther, 1877) è un primate Platirrino della famiglia dei Callitricidi.
La specie è endemica della Colombia centro-settentrionale, dove abita la foresta pluviale dell'altopiano, al di sopra dei 1000 m d'altitudine.
Il pelo è lungo e setoloso, bianco-grigiastro con sfumature nerastre su zampe, fianchi e nuca: il petto è rosso ruggine. Le parti nude del corpo (mani, orecchie, faccia) sono nere, con la faccia (muso escluso) ricoperta da una rada peluria bianca.